# 115e méridien est
En géographie, le 115e méridien est est le méridien joignant les points de la surface de la Terre dont la longitude est égale à 115° est.

## Géographie

### Dimensions
Comme tous les autres méridiens, la longueur du 115e méridien correspond à une demi-circonférence terrestre, soit 20 003,932 km. Au niveau de l'équateur, il est distant du méridien de Greenwich de 12 802 km,.
Avec le 65e méridien ouest, il forme un grand cercle passant par les pôles géographiques terrestres.

### Régions traversées
En commençant par le pôle Nord et descendant vers le sud au pôle Sud, Le 115e méridien est passe par:
| Coordonnées           | Pays, territoire ou mer  | Notes |
| --------------------- | ------------------------ | --- |
| 90° 00′ N, 115° 00′ E | Océan Arctique           | |
| 78° 56′ N, 115° 00′ E | Mer de Laptev            | |
| 73° 38′ N, 115° 00′ E | Russie                   | République de Sakha Oblast d'Irkoutsk — à partir de 60° 14′ N, 115° 00′ E République de Bouriatie — à partir de 56° 58′ N, 115° 00′ E Kraï de Transbaïkalie — à partir de 54° 02′ N, 115° 00′ E |
| 50° 11′ N, 115° 00′ E | Mongolie                 | |
| 45° 24′ N, 115° 00′ E | Chine                    | Mongolie Intérieure Hebei – à partir de 41° 34′ N, 115° 00′ E Henan – à partir de 36° 03′ N, 115° 00′ E Shandong – à partir de 35° 16′ N, 115° 00′ E Henan – à partir de 34° 57′ N, 115° 00′ E Anhui – sur environ 18 km à partir de 33° 03′ N, 115° 00′ E Henan – à partir de 32° 52′ N, 115° 00′ E Hubei – à partir de 31° 28′ N, 115° 00′ E Jiangxi – à partir de 29° 32′ N, 115° 00′ E Guangdong – à partir de 24° 41′ N, 115° 00′ E |
| 22° 42′ N, 115° 00′ E | Mer de Chine méridionale | Passe par les Îles Spratly disputées par 4 pays riverains. |
| 5° 02′ N, 115° 00′ E  | Brunei                   | sur l'île de Borneo |
| 4° 53′ N, 115° 00′ E  | Malaisie                 | Sarawak - sur l'île de Borneo |
| 2° 22′ N, 115° 00′ E  | Indonésie                | sur l'île de Borneo Kalimantan du Nord Kalimantan oriental Kalimantan central Kalimantan du Sud |
| 4° 01′ S, 115° 00′ E  | Mer de Java              | |
| 7° 17′ S, 115° 00′ E  | Mer de Bali              | |
| 8° 10′ S, 115° 00′ E  | Indonésie                | Île de Bali |
| 8° 32′ S, 115° 00′ E  | Océan indien             | |
| 21° 27′ S, 115° 00′ E | Australie                | Australie-Occidentale – Île Thevenard (en) |
| 21° 28′ S, 115° 00′ E | Océan indien             | |
| 21° 41′ S, 115° 00′ E | Australie                | Australie-Occidentale |
| 30° 14′ S, 115° 00′ E | Océan indien             | |
| 33° 40′ S, 115° 00′ E | Australie                | Australie-Occidentale |
| 34° 06′ S, 115° 00′ E | Océan indien             | |
| 60° 00′ S, 115° 00′ E | Océan Austral            | |
| 66° 28′ S, 115° 00′ E | Antarctique              | Territoire antarctique australien, Territoires revendiqués par l' Australie |